# Philippe Junod
Pour les articles homonymes, voir Junod.
Pour l'homme politique suisse, voir Pascal Junod.
Philippe Junod, né le 25 août 1938 à Lausanne, est un historien de l’art suisse.
Il est professeur honoraire d’histoire de l’art à l’Université de Lausanne.

## Biographie
Fils de l’historien, archiviste et professeur Louis Junod, Philippe obtient en 1956, à Lausanne, son baccalauréat latin-grec puis entreprend à l'Université de Lausanne (faculté des lettres) des études de lettres classiques et d'histoire de l'art qui le mènent aussi à Vienne, Pérouse et Paris (licence en 1961). Parallèlement, il étudie la musique (piano) et la musicologie sous la direction notamment de Jacques Chailley et Nadia Boulanger.
Établi durant plusieurs années à Paris, il étudie l'archéologie orientale et fréquente l'École du Louvre (diplôme 1965), puis est membre de l'Institut suisse de Rome de 1965 à 1967. Il obtient son doctorat en 1976 à la faculté des lettres de Lausanne, avec sa thèse Transparence et opacité.
Ses débuts de carrière sont variés, avec des activités diverses comprenant entre autres des fouilles du temple d’Apollon à Metaponto (1965) et l’organisation de voyages culturels en Asie avec le Journal de Genève (1967-1976).
À l’Université de Lausanne, Philippe Junod débute comme chargé de cours en histoire de l’art (1971-1973), puis occupe le poste de professeur d’histoire de l’art moderne et contemporain jusqu'à sa retraite en 2003.
Professeur invité aux Universités de Genève, Neuchâtel, Fribourg, Saint-Pétersbourg, Barcelone, il a été membre du Conseil de Fondation de Pro Helvetia, délégué de la Suisse au Comité International d'Histoire de l'Art, membre du Conseil scientifique de l'Institut suisse de Rome, membre d'honneur du comité de l'Institut suisse pour l'Étude de l'Art, correspondant scientifique de la revue « Artibus et Historiae » (Cracovie). Membre du Conseil de Fondation du Conservatoire de musique de Lausanne, il a siégé en outre au comité de l’Association des historiens de l’art en Suisse et à la Société vaudoise des Beaux-Arts.
Philippe Junod a contribué à de nombreux colloques et congrès scientifiques et donné des conférences dans diverses universités suisses, mais aussi européennes comme Paris, Lyon, Weimar, Vienne, Bruxelles, Bologne, Nantes, ou encore américaines comme Princeton, Chicago, Ottawa, New York ou São Paulo.

## Publications
- La musique vue par les peintres, Lausanne/Paris, 1988.
- Critiques d'art en Suisse romande. De Töpffer à Budry (en collaboration avec Philippe Kaenel et al.), Lausanne, 1993.
- La couleur : regards croisés sur la couleur, du Moyen Age au XXe siècle (actes du colloque organisé par Philippe Junod et Michel Pastoureau à l'Université de Lausanne, les 25-27 juin 1992), Paris : Le Léopard d'or, 1994, 236 p.
- De l'archet au pinceau, rencontres entre musique et arts visuels en Suisse romande (en collaboration avec Sylvie Wuhrmann), Lausanne, 1996.
- Dictionnaire européen des Lumières, Presses Universitaires de France, 1997 (parties Beaux-Arts et Musique).
- Transparence et opacité : essai sur les fondements théoriques de l'art moderne : pour une nouvelle lecture de Konrad Fiedler, Lausanne: L'Âge d'homme, 1976. Réédition  Nîmes: J. Chambon, 2004, 554 p.
- Contrepoints : dialogues entre musique et peinture, Genève : Contrechamps, 2006.
- Chemins de traverse : essais sur l'histoire des arts, Gollion : Infolio, 2007.
- Marcel Amiguet : peintre, mélomane et aventurier, Gollion : Infolio, 2013.
- De la fraternité des arts. Nouveaux contrepoints, Gollion : Infolio, 2017.
- Counterpoints. Dialogues between Music and the Visual Arts, London: Reaktion Books, 2017.
- Ravel, peintre genevois, Gollion, Infolio, coll. « Presto », 2020, 62 p. (ISBN 978-2-88474-440-9).
- Vandalisme. Littérature et barbarie : une anthologie, Gollion, InFolio, 2024, 496 p. (ISBN 978-2-88968-103-7).

Outre ces principales publications, Philippe Junod est l'auteur de nombreux articles consacrés entre autres à l'orientalisme, aux rapports entre les arts et la musique, à Piranèse, Hubert Robert, Gustave Doré, Charles Meryon, Cézanne, Édouard John Ravel,, à l'histoire de la critique d'art et des théories de l'art (Denis Diderot et Goethe, Konrad Fiedler, Henri Focillon, André Breton, à la théorie des couleurs et aux synesthésies, à l'histoire des jardins, ainsi qu'à des questions d'iconographie (iconographie de l'artiste, du temps, des ruines).